# カルロス・ラフォン＝パリアス
カルロス・ラフォン＝パリアス（Carlos Laffon-Parias、1963年5月10日 - ）は、フランス・シャンティイ調教場を拠点にしていた元調教師である。妻の母であるクリスティアーヌ・ヘッドや妻の伯父であるフレディー・ヘッドも調教師。スペインのマドリード出身。

## 来歴
1963年にスペインのマドリードに生まれた。調教師となる前は、スペインでアマチュア騎手として活躍していた。
1986年にフランスに渡り、クリスティアーヌ・ヘッド厩舎に所属していた。1991年に調教師免許を取得して調教師となり、1992年10月3日には管理馬が初勝利を挙げた。1995年にはストラッグラー（Struggler）がサンジョルジュ賞（G3）を制して、管理馬が重賞初勝利を挙げた。1997年には凱旋門賞出走を表明したサクラローレルを厩舎に受け入れる。1998年にはスパドゥン（Spadoun）がクリテリウムドサンクルーを制して、管理馬がG1で初勝利を挙げた。2006年には凱旋門賞出走を表明したディープインパクトと帯同馬のピカレスクコートを厩舎に受け入れた。この際には調教師の池江泰郎から日本の漆器をプレゼントされた。
2024年のシーズンを最後に調教師を引退した。

## 主な管理馬
- Spadoun / スパドゥン（1998年クリテリウムドサンクルー）
- Goldamix / ゴールダミクス（1999年クリテリウムドサンクルー）
- Keltos / ケルトス（2002年ロッキンジステークス）
- Laverock / レイヴロック（2006年イスパーン賞）
- Falco / ファルコ（2008年フランス2000ギニー）
- Chinchon / シンチョン（2012年シンガポール航空インターナショナルカップ）
- Solemia　/ ソレミア（2012年凱旋門賞）